# May Sutton
May Godfrey Sutton, ameriška tenisačica, * 25. september 1886, Plymouth, Anglija, Združeno kraljestvo, † 4. oktober 1975, Santa Monica, Kalifornija, ZDA.
May Sutton je leta 1904 osvojila Nacionalno prvenstvo ZDA ter v letih 1905 in 1907 Prvenstvo Anglije med posameznicami. Leta 1906 je izgubila finale Prvenstva Anglije. Nacionalno prvenstvo ZDA je osvojila tudi v konkurenci ženskih dvojic leta 1904, leta 1925 pa je izgubila finale ženskih dvojic in leta 1904 tudi mešanih dvojic. Leta 1956 je bila sprejeta v Mednarodni teniški hram slavnih. Poročena je bila s tenisačem Tomom Bundyjem, tudi njuna hči Dorothy Cheney je bila tenisačica, kot tudi sestra Florence Sutton.

## Finali Grand Slamov

### Posamično (4)

#### Zmage (3)
| Leto | Turnir                   | Nasprotnica v finalu               | Rezultat finala |
| 1904 | Nacionalno prvenstvo ZDA | Elisabeth Moore                    | 6–1, 6–2        |
| 1905 | Prvenstvo Anglije (2)    | Dorothea Douglass Lambert Chambers | 6–3, 6–4        |
| 1907 | Prvenstvo Anglije        | Dorothea Douglass Lambert Chambers | 6–1, 6–4        |

#### Porazi (1)
| Leto | Turnir            | Nasprotnica v finalu               | Rezultat finala |
| 1906 | Prvenstvo Anglije | Dorothea Douglass Lambert Chambers | 3–6, 7–9        |

### Ženske dvojice (2)

#### Zmage (1)
| Leto | Turnir                   | Partnerica  | Nasprotnici v finalu         | Rezultat finala |
| 1904 | Nacionalno prvenstvo ZDA | Miriam Hall | Elisabeth Moore Carrie Neely | 3–6, 6–3, 6–3   |

#### Porazi (1)
| Leto | Turnir                   | Partnerica     | Nasprotnici v finalu       | Rezultat finala |
| 1925 | Nacionalno prvenstvo ZDA | Elizabeth Ryan | Mary K. Browne Helen Wills | 4–6, 3–6        |

### Mešane dvojice (1)

#### Porazi (1)
| Leto | Turnir                   | Partnerica  | Nasprotnici v finalu        | Rezultat finala |
| 1904 | Nacionalno prvenstvo ZDA | F.B. Dallas | Elisabeth Moore Wylie Grant | 2–6, 1–6        |